# Cerasus apetala
Cerasus apetala là loài thực vật có hoa trong họ Hoa hồng. Loài này được (Siebold & Zucc.) Ohba mô tả khoa học đầu tiên năm 1992.